# 南スーダン・ポンド
南スーダン・ポンド（みなみスーダン・ポンド、South Sudanese pound）は、南スーダン共和国の通貨。発行は南スーダン銀行（Bank of South Sudan）。

## 歴史
2011年の南スーダン独立に伴い、それまで使われていたスーダン・ポンドに変わる通貨として導入された。2020年10月9日、SSPのインフレ率上昇を抑えるため、通貨を変更することが閣僚評議会で決定した。